# Папа Бенедикт VI
Папа Бенедикт VI (лат. Benedictus VI; је био 134. папа од 24. јануара 973. до 974.